# Ушаковская (Вельский район)
Ушаковская — деревня в Вельском районе Архангельской области. Входит в состав Муниципального образования «Благовещенское».

## География
Деревня расположена в 54 километрах на север от города Вельска, на правом берегу реки Ваги.
Часовой пояс
Ушаковская, как и вся Архангельская область, находится в часовой зоне МСК (московское время). Смещение применяемого времени относительно UTC составляет +3:00.

## Население
| 2002 | 2010 | 2012 | 2014 |
| ---- | ---- | ---- | ---- |
| 3    | ↘1   | ↗3   | ↘2   |

## История
Указана в «Списке населённых мест по сведениям 1859 года» в составе Шенкурского уезда Архангельской губернии под номером «2000» как «Ушаковская». Насчитывала 7 дворов, 43 жителя мужского пола и 42 женского.
В «Списке населенных мест Архангельской губернии на 1 мая 1922 года» в деревне уже 17 дворов, 50 мужчин и 62 женщины.